# Saveznička invazija na Siciliju
Saveznička invazija Sicilije započela je 9. srpnja 1943., a završila 17. kolovoza iste godine savezničkom pobjedom. Invazija otoka znana je i kao Operacija Husky i započela je podvodno ratovanje u Talijanskoj kampanji Drugom svjetskom ratu. Strateški, invazija otoka postigla je ciljeve koje su postavili vođe Saveznika: zračne i pomorske sile Sila Osovine protjerane su s otoka, oslobođeno je Sredozemno more i Mussolini je svrgnut s moći. Invazija Siclije otvorila je put invaziji Italije, koja nije nužno gledana kao sljedeći saveznički potez nakon Operacije Husky.

## Planovi
U siječnju 1943. godine američki predsjednik Franklin Delano Roosevelt, britanski premijer Winston Churchill, te francuski vođe Charles de Gaulle i Henri Giraud sastali su se u marokanskom gradu Casablanci da bi, zajedno sa svojim vojnim savjetnicima, dogovorili vojnu strategiju za nadošlu godinu. Sjedinjene Američke Države su samo 2 mjeseca prije započele kopnene operacije protiv sila Osovine u sklopu združene anglo-američke invazije u sjevernoj Africi. 
Kako se taj pohod približavao uspješnom završetku, vođe su u Casablanci raspravljale o cilju budućeg udara. Nakon nekoliko dana pregovaranja i razmatranja različitih mogućnosti, uključujući operacije u Grčkoj, na Kreti, Balkanu i Sardiniji, odlučili su se za Siciliju. Postrojbe koje su uspješno djelovale u sjevernoj Africi trebale su sudjelovati i u ovom pothvatu. Osvajanje Sicilije imalo je tri temeljna strateška cilja. Sile Osovine ostale bi bez važne pomorske i zrakoplovne baze, savezničkim bi se brodovima otvorio prolaz u Sredozemno more, a izvršio bi se pritisak na talijanski poredak u nadi da će Italija izaći iz rata. 
Operacija je mogla služiti i kao prethodinca invaziji na Italiju, premda oko takvoga plana nije postignuto suglasje jer su se Amerikanci snažno protivili obvezivanju na svaku akciju koja bi mogla odgoditi napad na Francusku.

## Strateški raspored snaga
Završni plan zahtijevao je preko 7 divizija, koje su se trebale rasporediti na bojišnici od 180km u jugoistočnoj Siciliji. Britanska 8. armija imala se iskrcati na jugoistok otoka, a američka 7. armija na jug. Na Malti se okupilo 2760 brodova i velik broj zrakoplova. Odred A po zapovjedništvom kontraadmirala Troutbirdgea na brodu Bulolo, koji su tvorile 5. i 50. divizija okupljene u 13. zbor, trebao se iskrcati između Sirakuze i Avola na jugoistočnoj obali. Odred B pod zapovjedništvom kontraadmirala Rhoderica McGrigora na brodu Largs činila je 231. samostalna brigada 24km južno od Marzamemija i 30. zbor pod generalom Oliverom Leeseom, kojemu je bio dodijeljen najjužniji vrh otoka, sjevernoistočno od rta Passero. Dalje na zapad i za uglom otoka bilo je područje iskrcavanja Odreda V po zapovjedništvom kontraadmirala Philipa Viana i 1. kanadske divizije. Sca trojica kontraadmirala bila su podređena admiralu Ramsayju, koji se nalazio na brodu Antwerp. Još zapadnije, između Sciclija i Licate, na pola puta do važnog zračnog uporišta Geli, bile su raspoređene dvije američke 7. armije i američkog 11. korpusa. One su se trebale iskrcati na tri plaže, prozvane Cent, Dime i Joss. Američkim su snagama zapovijedali general Patton i viceadmiral Henry Hewitt.
Između pojedinih vojnih rodova postojao je svojevrstan sukob interesa u vezi s određivanjem početka operacije. Padobrancima je bila potrebna sjajna mjesečina, ali, s druge strane, tisuće brodova koji su napuštali obalu u takvim uvjetima bili su izloženi zračnim napadima. Budući da su Saveznici bili nadmoćniji u zrakoplovstvu, donesena je odluka u korist padobranaca. Saveznici su uspjeli zavarati Nijemce, koji su vjerovali da će Sardinija ili Grčka biti ciljevi napada pa je glavni zapovjednik njemačke 2. zračne flote, generalpukovnik Wolfram von Richthofen, rasporedio svoje snage na ta mjesta. Otočiće Panttaleriju i Lampdusu nadomak Sicilije Saveznici su zazuezli još u lipnju u sklopu pripremnih operacija. 

Bojna gotovost osovinskih snaga na Siciliji bila je upitna. Talijanska 6. armija pod generalom Guzzonijem bila je ustrojena u šest obalnih divizija, četiri pješačke divizije i različite mjesne obrambene jedinice, od kojih je većini manjkalo opreme, obuke i morala. Mnogi su talijanski vojnici bili zapravo zamoreni Mussolinijevim neuspješnim ratovanjem i čekali su prvu priliku za predaju. Njemačke postrojbe bile su okupljene u dvije divizije, 15. oklopno-grenadirsku diviziju pod zapovjedništvom generalnatporučnika Eberharda Rodta i oklopnu diviziju Hermann Göring pod zapovjedništvom general bojnika Paula Contatha. One su činile čvrsti dio obrane Sicilije. Prvu je odlikovala izuzetna bojna gotovost, no druga je bila slabija i imala je u svojim redovima dosta neiskusnog ljudstva. Osovinini stratezi sami su priznali da nemaju dovoljno snaga da zadrže Siciliju, ako bi saveznici zadobili čvrsto uporište na otoku. Njihova jedina nada ležala je u mogućemu slamanju savezničkih snaga već na obali, pa su duž otoka rasporedili obalne jedinice i postavili dvije dvizije na mjesta gdje se očekivao napad.

## Pripreme
I dok su se London i Washington međusobno nadmudrivali oko konačnoga cilja savezničke strategije, pripreme za invaziju koja je dobila kodni naziv Operacija Husky su započele. Ta datum iskrcavanja određen je 10. srpnja. Zapovjednici glavnih stožera s obje strane izabrali su generala Dwighta D. Eisenhowera vrhovnim zapovjednikom savezničkih snaga u napadu na Siciliju. Pridružena su mu i tri Britanca kao zapovjednici kopnenih (general Harold Alexander), zračnih (zrakoplovni maršal Arthur Tedder) i pomorskih (admiral Andrew Cunningham) snaga. General Alexander postavljen je i za glavnog Eisenhowerovog zamjenika. Kopnene snage okupljene su u Grupu armija 15, koja se sastojala od britanske 8. armije pod generalom Bernardom Montgomeryem i američke 7. armije pod general poručnikom Georgeom Pattonom. Savezničke snage brojile sz pola milijuna vojnika. Sile Osovine imale su između 300 i 400 tisuća talijanskih, te četrdesetak tisuća njemačkih vojnika pod vrhovnim zapovjedništvom talijanskog generala Alfreda Guzzonija. 
U zacrtavanju planova za invaziju tri su čimbenika zaokupljala savezničke stratege: topografija otoka, položaj osovinskih zračnih uporišta i stupanj otpora koji se mogao očekivati. Siciliju tvori oko 18.000 km2 gruboga, ispresijecanog tla. Počevši od niakih brežuljaka na jugu i zapadu, Sicilija je sve brdovitija prema jugu i istoku, a vrhunac doseže 3000 m visokim vulkanom Etnom. Luka Messina, u svjeveroistočnome uglu otoka, glavna je tranzitna točka između Sicilije i kopna. Stoga je ona bila ključni strateški cilj pohoda. Osovinske bi se snage bez Messine našle odsječene, bila bi im onemogućena opskrba i doprema novih snaga. Na nesreću Saveznika, teren oko Messine vrlo je strm, a plaže uske. Osim toga, grad je bio snažno utvrđen i izvan dosega zračne potpore smještene u sjevernoj Africi. Zbog svega toga Saveznici su Messinu isključili kao glavnu metu. No, ostale važne luke, poput Palerma, Catanije, Auguste i Sirakuze, također se nalaze u sjevernoistočnom i jugoistočnom duglu otoka, baš kao i većina od trideset glavnih zračnih uporišta. Osvajanje luka bilo je nužno iz logističkih razloga, a zrakoplovni i mornarički zapovjednici željeli su što prije osvojiti zračna uporišta kako bi zaštitili invazijsku flotu od napada iz zraka.

## Operacija Husky započinje
U noći 9. na 10. srpnja 1943. operacija je započela. Vremenski uvjeti bili su vrlo nepovoljni. Jak vjetar je snažno uzburkao more, koje je udaralo u svezničke brodove i prilično oštetilo manje lađe. Osim toga, vojnike je hvatala morska bolest i bili su smočeni do kože. 
Situacija u zraku bila je još gora. Vjetar je ometao pilote, neiskusniji među njima su se dezorijentirali u tami i skretali s kursa. Od 144 jedrilice koje su prevozile britanske padobrance u zone iskrcavanja pokraj Sirakuze, samo ih je 12 sletjelo na cilj, 69 ih se srušilo u more, a preostale su se raspršile na širokome području. 
U američkome sektoru pod zapovjedništvom pukovnika Gavina, 3,400 padobranaca još se više raštrkalo. Ipak, operirajući u malim, izdvojenim skupinama, padobranci su uspjeli unijeti zbrku u pozadinsko pordučje osovinskih snaga. Napadali su ophodnje i odsijecali njihove komunikacijske linije. Padobranske jedinice počele su se iskrcavati oko 23:30h. Do ponoći je general Guzzoni postao svjestan njihove prisutnosti, ali slabo opremljene talijanske kopnene jedinice jedva su se opirale. 
Do kraja prvog dana Britanci su bili na putu prema Augusti, a u Sirakuzu su ušli bez ikakva otpora. Otpor nije bio mnogo jači niti u američkom području, pa se 7. armija bez većih problema kretala prema cilju. Ozbiljne borbe dogodile su se jedino u središtu američke zone, gdje su osovinske motorizirane jedinice pokušale odbaciti amerikance prema moru. No kako je napad bio slabo organiziran, nije bilo veće štete po savezničke snage.

## Problemi kod Gele
Kod Gele su američke jedinice, potpomognute pomorskim snagama, uspješno odbile dva talijanska napada. U prvom je sudjelovao talijanski pješački bataljun, a u drugome odred od 13 tenkova. Desetak ih se uspjelo probit u grad. U međumrmenu, kod raskrižja Piano Lupo, ona nekolicina padobranaca koja je uspjela sletjeti na ciljano mjesto uspjela je uz pomoć mornaričke paljbe odbiti dvadesetak talijanskih tenkova. No, ubrzo su se suočili s mnogo ozbiljnijim napadom u koji su bili uključeni njemački tenkovi tipa Mark III i Mark IV. 
Najgori se događaj zbio kad su 17 njemačkih tenkova tipa Tigar I, oklopni bataljun i dva motorizirana bataljuna iz oklopne divizije Hermann Göring pregazili 1. bataljun 180. pukovnije i zarobili njena zapovjednika i velik broj vojnika. Niti vremenski uvjeti nisu išli na ruku Amerikancima. Zbog olujnog vremena dvjestotinjak se brodova našlo nasukano na sicilijanskoj obali. Usprkos svemu, američke logističke jedinice davale su sve od sebe kako bi vojnici na pozadinskom crtama bili opremljeni i podržavani. Tome je uvelike pridonosio novi naraštaj transportnih brodova kao što su LST, LCT, LCI i LCVP. Još važniji je bio tek izumljeni amfibijski kamion DUKW koji se mogao kretati izravno od opskrbnih brodova uz obalu do istovarišta na kopnu.  
Do kraja prvog dana 7. armija uspostavila je mostobran oko 2km u dubinu i 27km u širinu, te zarobila oko 4000 vojnika. Ove uspjehe platila je cijenom od 58 ubijenih, 199 ranjenih i 700 nestalih vojnika. Uz pojačanje od 2000 padobranaca koje je Patton pozvao iz sjeverne Afrike, Amerikanci su uspješno obavljali svoj dio posla. Isuća su dva dana napredovali nezadrživo prema unutrašnjosti.

## Put za Messinu
Američke uspjehe slijedila je i britanska 8. armija. Ona je do 13. srpnja doprla do Vizzinija na zapadu i do Auguste na istoku. Ipak, otpor u britanskoj zoni je jačao zahvaljujući elitnoj njemačkoj 1. padobranskoj diviziji pod zapovjedništvom padobranskog generala Richarda Heidricha, koja je prispjela iz Francuske. Na Montgomeryev zahtjev, Alexander je s Pattonom dogovorio promjenu na zapadnoj graničnoj liniji između 7. i 8. armije. Sada je dio 8. armije napredvao prema Enni, ključnom sjecištu puteva u središnjoj Siciliji., prije nego što će skrenuti sjeverozapadno za Messinu. Na taj način je 8. armija stekla vodeću poziciju u operaciji, dok je 7. armija trebala štititi njezina krila i pozadinu, čime je njezina uloga postala sekundarna.
Patton i njegovi generali su pobjesnili jer su pretpostavljali da će 7. armija prodrjeti u sjeveroistočnu Siciliju i pratiti 8. armiju na njezinu putu prema Messini. Patton se odmah dao u razmišljanje kako da poveća ulogu snaga pod njegovim zapovjedništvom. Za oko mu je zapela luka Palermo, čije bi osvajanje 7. armiji dao veće značenje. Zadatak je bio povjeren general bojniku Geoffreyu Keyesu. Palermo je pao za samo 72sata. Do 24. srpnja, 7. armija je pod nadzor stavila čitavu zapadnu polovicu otoka, zarobivši 53.000 talijanskih vojnika i 400 vozila, uz gubitak 272 vojnika. Pad Palerma zasjenila je još bolja vijest. Razočarani dugim i skupim ratom, Mussolinijevi protivnici zbacili su 26. srpnja diktatora s vlasti.
Montgomeryju je u međuvremenu postalo jasno da 8. armija neće moći sama zauzeti Messinu, pa joj se u toj akciji pridružila 7. armija. General Alexander odredio je objema savezničkim vojskama dva puta za Messinu. Oni su vodili preko Etne i duž istočne obale. General Patton je uto postao opsjednut zamišlju da prodre do Messine prije Britanaca. Tu opsesiju izrazio je u pismu generalu Middletonu u kojem je kazao: "Ovo je konjska utrka u kojoj je u igri američki ugled. Moramo zauzeti Messinu prije Britanaca. Molim Vas, poduzmite sve kako biste pomogli uspjehu naše utrke." Na putu za Messinu, Pattonu se ispriječila Troina. 

## Bitka za Troinu
Kod planinskog sela Troine odigrala se jedna od najtežih bitaka cijele operacije. Troinu su branile njemačka 15. okolopno-grnedirska divizija i talijanska divizija Aosta. Bitka je započela 31. srpnja kada su Nijemci zaustavili napredovanje 39. pješačke pukovnije. Zastoj je nagnao generale Omara Bredleya i Terryja Allena da organiziraju jak napad, u koji su bili uključeni i brojni svazenički zrakoplovi. Nijemci su tjedan dana u dugoj bitki poduzeli ravno 24 napada. 
Saveznici su rješenje vidjelu u zauzimanju Monte Basilia, brda udaljena oko 2km od grada. Zadatak je povjeren 25. pješačkoj pukovniji pod zapovjedništvom pukovnika Johna Bowena koji se uspješno nosio s napadima njemačke 129. oklopno-grenadirske pukovnije. U ovoj bitki jedan je obično vojnik postao junak. James W. Reese se sa svojim topničkim odredom postavio na položaj s kojega je uspješno mogao otvoriti paljbu na njemačko pješaštvo. Odred je na položaju ostao sve dok mu nije ponestalo streljiva. Reese je tada naredio premještanje u pozadinu, a on sam je napredovao prema novome položaju. Otamo je posljednjim nabojem uništio njemačku strojnicu i, zgrabivši pušku nastavio se boriti sve dok nije ubijen. Sjedinjene Američke Države posmrtno su odlikovale Reesea Orednom časti.

## Kraj operacije
Do kolovoza je invazija bila skoro gotova. Američko-britanska utrka za Messinu se nastavila. Britance su na njihovu putu snažno podupirale padobranske jedinice koje su se prizemljavale ispred njih i štitile mostove da ih snage Osovine u povlačenju ne bi uništile. Ipak, Amerikanci su pobijedili. Dana 17. kolovoza u 10:30h u Messinu je ušla američka 3. divizija, svega 50 minuta prije dolaska britanske armije. Operacija Husky uspješno je završena. Nijemci su evakuirali svoje postrojbe, ali su za sobom ostavili veliku količinu oružja i goriva. Povijesni grad Messina teško je stradao od savezničkoga bombardiranja tijekom operacije, a poslije je bio zasut još i granatama s talijanskog kopna. Na strani Osovine poginulo je 29.000 vojnika, a 140.000 ih je bilo ranjeno i zarobljeno. Amerikanci su imali 2237 ubijenih i 6544 ranjena i zarobljena vojnika. Britanci su pretrpjeli gubitak od 2721 poginulog i 10.122 ranjena i zarobljena vojnika. No snage Osovine uspješno su sa Sicilije evakuirale više od 100.000 ljudi i 10.000 vozila (Operacija Lehrgang). Saveznici nisu imali plan za sprečavanje evakuacije. Invazija je utjecala i na situaciju na istočnome bojištu. Jedan od razloga otkazivanja njemačke ofenzive kod Kurska bila je i odluka u oslanju jedinica u pomoć obrani Sicilije.
Operacija Husky je po broju ljudi koji su se iskrcali na plažama bila najveća amfibijska vojna akcija Drugog svjetskog rata i po tome zasjenjuje čak i kasnije iskrcavanje u Normandiji. Operacija je postigla svoje ciljeve. Osovinske zračne i pomorske snag otjerane su s otoka, sredozemni morski putovi postali su prohodni, Mussolini je zbačen s vlasti i najvažnije, otvoren je put invaziji na Italiju, premda to prvoto nije bilo ni u planu.

## Vanjske poveznice
Sestrinski projekti
|  | Zajednički poslužitelj ima još gradiva o temi Saveznička invazija Sicilije |